# Hampgölen (Stjärnorps socken, Östergötland)
Hampgölen är en sjö i Linköpings kommun i Östergötland och ingår i Motala ströms huvudavrinningsområde.